# Гроздья гнева (Симпсоны)
«The Crepes of Wrath» (с англ. — «Гроздья гнева») — одиннадцатая серия первого сезона мультсериала «Симпсоны». Впервые вышла 15 апреля 1990 года на телеканале «Fox». Барта посылают учиться во Францию по программе иностранного обмена, а в это время албанский школьник, гостивший в его семье, проявляет чрезмерный интерес к атомной электростанции, на которой работает Гомер.

## Сюжет
Барт забегает домой, принося еду своему домашнему питомцу — лягушонку, по дороге в свою комнату роняет вещи на пол. Гомер наступает на скейтборд мальчика, поскальзывается и падает вниз с лестницы, в результате чего должен несколько дней соблюдать постельный режим. В наказание Мардж заставляет Барта убраться в своей комнате. Во время уборки мальчик находит маленькую бомбочку, которую на следующий день спускает в унитаз в школьном туалете. Бомбочка взрывается в тот момент, когда в женском туалете находится мать директора Скиннера Агнес.
Директор приходит к Симпсонам домой, сообщает о происшествии в школе, и рассказывает о программе иностранного обмена студентами. Обычно в другие страны отправляют хороших учеников, но на этот раз Скиннер решает отправить Барта на три месяца во Францию. Барт соглашается, чем вызывает безмерную радость Гомера и Скиннера. В семью Симпсонов же селят ученика из Албании Адиля.
Барт прилетает во Францию и попадает в Шато Мезон, которое оказывается настоящим, со слов Барта, «притоном». Там у него отбирают вещи, заставляют работать с утра до ночи, тестировать на себе вино, разбавленное антифризом. Мальчика плохо кормят, укладывают спать на полу. Однажды, когда Барта посылают в город за антифризом, он сбегает. Он вдруг обнаруживает, что за два месяца выучил французский, и объясняет полицейскому, что с ним произошло. Хозяев, у которых он жил, отправляют в тюрьму, а Барт становится героем.
Что касается иностранного ученика у Симпсонов, то семья с радостью принимает вежливого албанца Адиля. Когда мальчик просит Гомера сводить его к себе на работу, Симпсон договаривается с начальством и показывает гостю атомную станцию. Позже оказывается, что Адиль является албанским шпионом по прозвищу «Воробей», передает врагам информацию, фотографии атомной станции. Потом его меняют на одного американского разведчика, пойманного в Албании.

## Культурные отсылки
- Название эпизода позаимствовано у романа Джона Стейнбека «Гроздья гнева».
- Имя албанского школьника — Адиль Ходжа — составлено из имени премьер-министра НСРА Адиля Чарчани и фамилии первого секретаря ЦК АПТ Энвера Ходжи.
- По дороге в Шато Мезон герои едут на фоне сцен, изображённых на некоторых известных картинах («Пруд с лилиями» Клода Моне, «Вороны над пшеничным полем» Винсента ван Гога, «Мечта» Анри Руссо, «Завтрак на траве» Эдуарда Мане)[1]

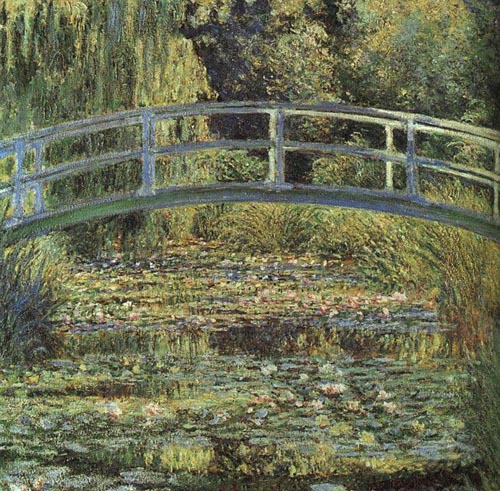
Пруд с лилиями, Клод Моне
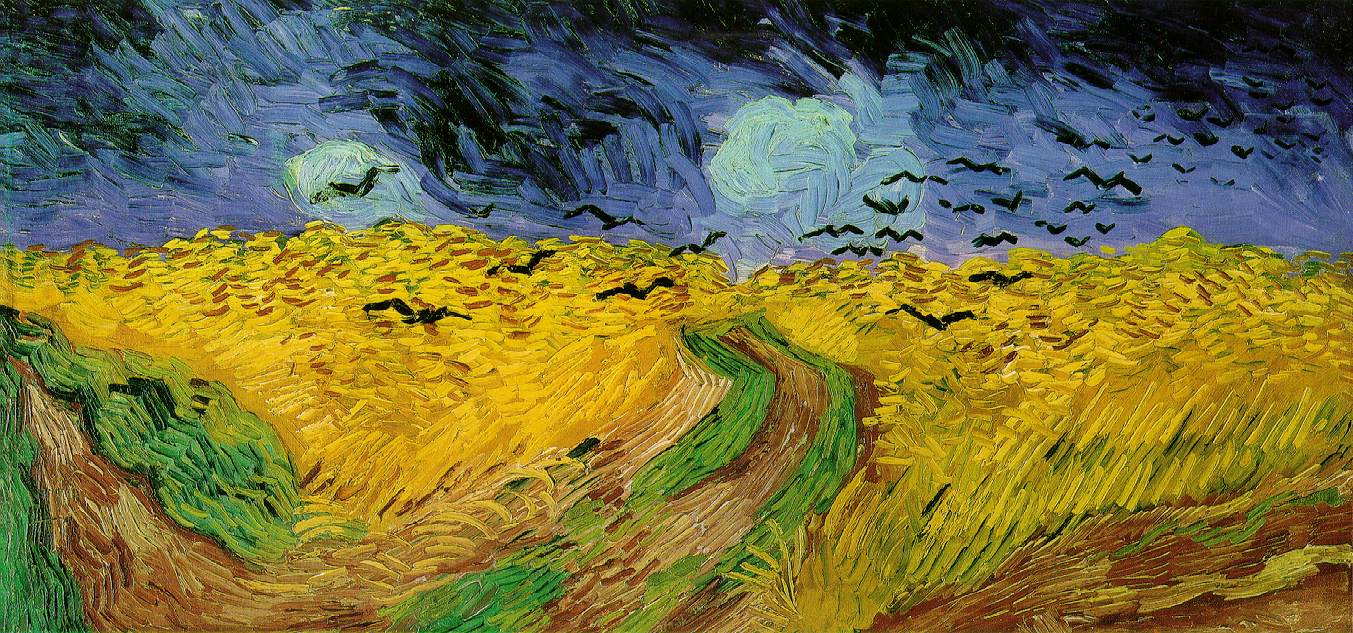
Вороны над пшеничным полем, Винсент ван Гог
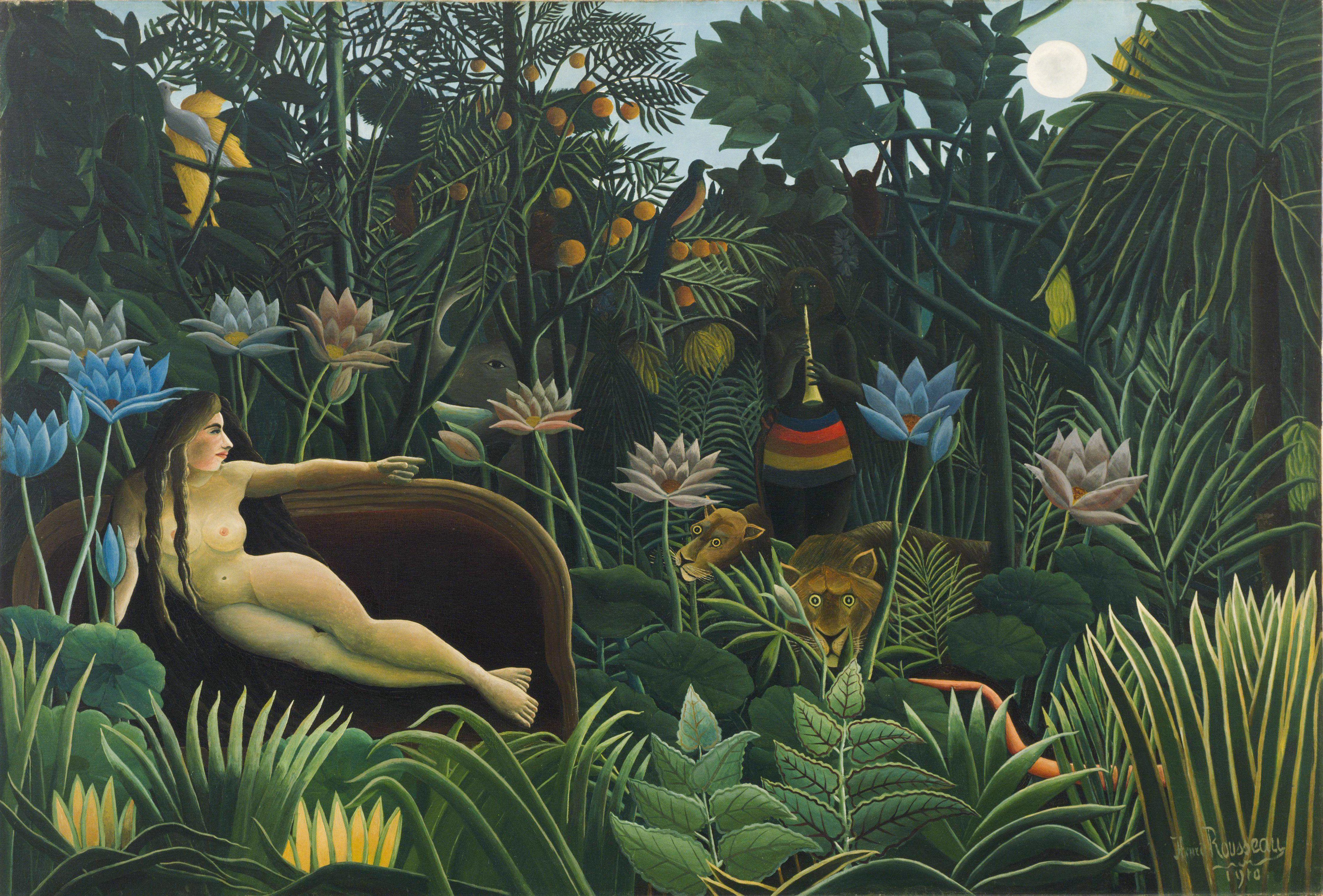
Мечта, Анри Руссо
Завтрак на траве, Эдуард Мане